# Willie Brown (musicien)
Pour les articles homonymes, voir Willie Brown et Brown.
Willie Brown (né le 6 août 1900 et mort le 30 décembre 1952) est un guitariste et chanteur de Blues.

## Biographie
Willie Lee Brown nait à Clarksdale (Mississippi). Il joue avec des grands noms du blues de l’entre-deux-guerres comme Charley Patton et Robert Johnson. Il préfère être en retrait et se trouve très rarement sur le devant de la scène. On sait très peu de choses de ce musicien. Brown joue avec Charely Patton sur les enregistrements de ce dernier pour Paramount en 1930. Il joue avec Son House, Luke Thomson et Thomas « Clubfoot » Coles. Il enregistre quelques titres pour la Paramount mais il ne reste que deux chansons, les quatre autres ont disparu.
Willie Brown s’installe à Robinsonville (en) en 1929 puis déménage à Lake Cormorant dans le Mississippi en 1935. Il continue de jouer parfois avec Charley Patton, et régulièrement avec Son House jusqu’à sa mort en 1952 à Tunica.

## Discographie
Brown enregistre six titres en 1930 à Grafton dans le Wisconsin
- Paramount 13001 Grandma Blues / Sorry Blues (disparu)
- Paramount 13090 M & O Blues / Future Blues (trois copies de ce disque existent encore)
- Paramount 13099 Window Blues / Kicking In My Sleep Blues (disparu)